# حديدان
حديدان مسلسل تاريخي مغربي، أنتج عام 2009. من تأليف إبراهيم علي بوبكدي وإخراج فاطمة علي بوبكدي.

## القصة
يسخر حديدان الحرامي وهو بطل أسطوري للحكايات الشعبية بشكل وقح من تكبر وغرور وغباء النافذين كما الجهلاء. يعرف البطل باسم (جحا) في الشرق.

## المواسم
| الموسم | سنة العرض | الاسم               | الاخراج          |
| ------ | --------- | ------------------- | ---------------- |
| 1      | 2009      | حديدان              | فاطمة علي بوبكدي |
| 2      | 2013      | حديدان 2            | فاطمة علي بوبكدي |
| 3      | 2017      | حديدان في جيليز     | ابراهيم الشكيري  |
| 4      | 2019      | حديدان عند الفراعنة | ابراهيم الشكيري  |
| 5      | 2021      | حديدان وبنت الحراز  | محمد نصرات       |

## شخصيات
- حديدان: الشخصية الرئيسية وهو شديد الذكاء والمكر.
- دواحة: زوجة حديدان ولا تقنع بشيء.
- دلالة: ويطلق عليها لقب حنا، وهي والدة دواحة حيث تحب مجادلة حديدان في كل ما يفعله.
- خضرة : أم لكميشة والعدو اللدود لآل حديدان وكانت منذ البداية ترفض زواج ابنها بابنتهم خميسة.
- خميس: الابن الأكبر لحديدان ضعيف البنية شديد البلادة ويحب فتاة اسمها جميعة
- خميسة: الابنة الوسطى لحديدان أيضا طفولية لكنها تجيد الدفاع عن نفسها.
- المخنتر: الابن الأصغر لحديدان وهو أقل براءة من أخويه خميسة وخميس كما يجيد السرقة وخاصة البيض.
- كميشا: ضعيف جدا يجيد استعمال آلة الوتار، يحب خميسة بنت حديدان وهو صديق مقرب لخميس ابن حديدان الأكبر
- القاضي: ويجسده الفنان ياسين أحجام وهي شخصية جدية شديدة العدل
- الشيخ: ويجسده الفنان القدير محمد بنبراهيم وهو يحب دائما مجادلة حديدان والإطاحة به لكنه يفشل في كل مرة
- إسحاق جار حديدان اليهودي يظهر في الأول صديقا مقربا لحديدان لكن مع مرور الايام ينقلب عليه ويكون سببا مباشرا في دخول حديدان للسجن